# Discriminação de dados
Discriminação de dados é a filtragem seletiva de informação realizada por um provedor de serviços. Este tem sido uma nova questão nos debates recentes sobre neutralidade da rede. Neste sentido, deve-se considerar a neutralidade da rede em termos de uma dicotomia entre os tipos de discriminação que fazem sentido economicamente e não irão prejudicar os consumidores e os que constituem práticas desleais de comércio e outros tipos de práticas anticompetitivas. Não-discriminação dita que uma classe de consumidores não deve ser favorecida em detrimmento de outra, de forma que a rede que é construída é a mesma para todos e todos possam acessá-la.

## Neutralidade da rede
O princípio de que todo tráfego da Internet deve ser tratado igualmente, chamado de "Neutralidade da rede" pelos seus defensores, não é garantido por leis, mas é apoiada por alguns regulamentos. Boa parte do debate em torno desta questão está centrado em planos experimentais, agora adiados, propostos por grandes operadoras de Internet para oferecer tratamento preferencial a tráfegos de determinados provedores de serviço, através da cobrança de taxas. Neutralidade da rede é um conjunto de regras que proíbem os proprietários das redes de discriminarem aplicações, em vez de provedores concorrentes, como acontece no acesso livre.

## Censura na Internet
O conceito de liberdade de informação surgiu em resposta à censura, ao monitoramento e vigilância da Internet praticados pelo estado. Censura na Internet inclui o controle ou repressão da publicação ou acesso de informações na Internet.[carece de fontes?] Discriminação de dados também pode ocorrer em nível nacional de forma a censurar materiais de conteúdo político, "imoral" ou religioso.[carece de fontes?]
Por exemplo, China e Arábia Saudita, ambas filtram conteúdo na Internet, prevenindo o acesso a certos tipos de websites. Singapura possui bloqueios de acesso em mais de 100 sites. No Reino Unido, companhias de telecomunicação bloqueiam o acesso a websites que retratam imagens sexualmente explícitas de crianças. Nos Emirados Árabes Unidos, em 2006, o Skype estava sendo bloqueado.  Na Noruega, alguns provedores de acesso à internet (ISPs) utilizam uma filtragem voluntária para censurar websites que a polícia acredita conter imagens de abusos à crianças. A Alemanha também bloqueia sites estrangeiros por motivos de copyright e outras razões. Nos Estados Unidos, instituições públicas (como bibliotecas e escolas), por lei, bloqueiam materiais relacionados à exploração de crianças e conteúdos 'obscenos e pornográficos'. Os filtros da rede também bloqueiam sites e conteúdos associados à saúde feminina, grupos sobre direitos dos homossexuais, e à educação sexual para adolescentes.

## Estudo da FTC
Em Junho de 2007, a Comissão Federal do Comércio dos Estados Unidos (FTC), publicou o estudo Broadband Connectivity Competition Policy ("Política de concorrência em conexões de banda larga", em tradução livre), que sugere que pode ser benéfico aos consumidores se provedores de banda larga buscassem uma variedade de acordos comerciais, que incluem priorização de dados, ofertas exclusivas, e integração vertical em conteúdos e aplicações online. Este relatório também sugere que o governo deve agir com cautela na implamentação de quaisquer alterações às regulamentações atuais.

## Proposta do Quadro Legistalivo Verizon-Google
- Google e Verizon anunciaram que as duas companhias chegaram a um acordo sobre uma proposta de políticas envolvendo a neutralidade da rede. O acordo prevê que as redes devem ser transparentes sobre como elas gerenciam o tráfego e que elas não podem degradá-lo ou fornecer priorizações pagas para qualquer serviço na Internet pública. A política deixa espaço para que provedores, como a Verizon, criem serviços online adicionais e diferenciados. [12]
- Um provedor de acesso à Internet de banda larga seria proibido de impedir seus usuários a partir de serviços como:[13]
  - Enviar e receber conteúdos lícitos de sua escolha;[13]
  - Executar aplicativos lícitos e utilizar serviços lícitos de sua escolha; [13]
  - Conectar dispositivos legais que não prejudicam a rede ou o serviço, não facilitem o roubo de serviço, ou prejudique outros usuários do serviço.[13]

## Exceções propostas à legislação

### Exceção estreita (narrow exception)
Um provedor de rede não deve discriminar tráfegos, aplicações, ou protocolos. Um provedor de internet seria limitado a oferecer serviços relacionados à confiabilidade, tais como filtragem de spam ou proteções contra vírus, desde que os usuários possam, individualmente, escolher entre esses.
- Deriva de um projeto de lei do Congresso Americano introduzido pelos Senadores Byron Dorgan e Olympia Snowe.[14]

### Exceção média (medium exception)
Um provedor de rede pode discriminar conteúdos, aplicações ou protocolos para proteger a rede, mas não deve levar em consideração quaisquer afiliações (ou a falta dela) com um provedor de conteúdo, ou aplicação, ou de protocolo ao decidir se deve discriminar.
- Deriva da Network Neutrality Act ("Lei de Neutralidade da Rede", em tradução livre) de 2006, introduzido pelo Deputado Ed Markey.[14]

### Exceção ampla (broad exception)
Um provedor de rede pode disciminar conteúdos, aplicações, ou protocolos, desde que o faça para proteger a rede.
- Deriva da Internet Consumer Bill of Rights Act ("Legislação dos Direitos do Consumidor de Internet", em tradução livre), introduzido pelo Senador Ted Stevens.[14]

## Situação legal
Nos Estados Unidos, a Comissão Federal de Comunicações (FCC) não permite a disciminação de dados, exceto para "gerenciamento razoável do tráfego".
A FCC define gerenciamento razoável de tráfego da seguinte maneira:
A prática de gerenciamento da rede é razoável se for apropriada e sob medida para atingir um objetivo legítimo de gerenciamento da rede, levando em consideração a arquitetura da rede particular e a tecnologia do serviço de acesso à Internet de banda larga.

Não é considerado razoável para provedores de acesso a internet gerenciarem o tráfego bloqueando aplicações ou atribuindo qualidade de servico baseada na origem, destino, ou pagamento do provedor da aplicação. Independentemente disso, atualmente não há leis que proíbam os provedores de acesso à internet de oferecer diferentes planos de serviço que podem restringir o acesso dos consumidores a materiais selecionados.

### Apelações da FCC
- A Verizon Communications entrou com recursos contra a FCC no Tribunal de Apelações dos Estados Unidos para o Circuito DC em 20 de Janeiro de 2011. As regras da FCC visam impedir que os provedores de acesso à Internet bloqueiem certos websites ou aplicações. A apelação da Verizon afirmam que a FCC ultrapassou a sua autoridade e que as regras violam os direitos constitucionais da empresa. A companhia diz que as regras da neutralidade da rede modificam os termos de licenças existentes e em posse da Verizon. Em vez de lançar um processo que desafia diretamente os regulamentos, a companhia está apelando que as regras são uma mudança ilegal das suas licenças.[19]
  - "Tem sido uma luta muito longa e prolongada, e isto, certamente, distraiu a FCC durante o ano passado. E também distraiu os provedores da mesma forma, que gastaram muito tempo, esforço e dinheiro em termos de lutar publicamente sobre isso e lutar em particular sobre isso." Disse Larry Downes, um consultor da indústria e autor. "É muito, muito improvável que a AT&T abra um processo.", disse Downes, "Eles disseram publicamente e repetidamente que eles estão confortáveis com a ordem de neutralidade da rede e eu tomo isso como uma forte indicação de que eles não estão indo litigá-la.".[20]

### Evidência de Anti-competitividade
- Durante uma audiência realizada por Greg Walden, um dos palestrantes colocou adiante uma questão que precisa ser tratada pela FCC, bem como outros grupos que apoiam a Neutralidade da Rede: "Se a mera ameaça de discriminação [de dados] na Internet é tão preocupante e se a FCC não fez análises para demonstrar por que uma empresa tem mais poder de mercado do que outra, por que a discriminação por empresas como Google ou Skype são mais aceitáveis do que discriminação por empresas como AT&T ou Comcast?"[21]  Durante a mesma audiência, um outro membro falou e citou a Seção 230 da Lei de Comunicações (Communications Act) dizendo: "...preservar o vibrante e competitivo livre-mercado que existe atualmente para a internet e outros serviços interativos de computador, sem restrições por regulamentos federais ou estaduais", sugerindo que deveriam existir leis em vigor, de forma que o governo saiba como lidar com sua autoridade sobre a FCC e ISPs. Ele não disse que tais leis não são destinadas a regulamentar o que a FCC faz, mas como ela deveria agir. [21]

### Anti-pirataria
- "Filtragem em nível de rede significa que o seu provedor de Internet - Comcast, AT&T, EarthLink, ou quem quer que seja a quem você manda aquele cheque mensal - pode, em breve, começar a farejar seus pacotes digitais, procurando por materiais que infrinjam o copyright de alguém. "O que nós já estamos fazendo para tratar a pirataria não tem funcionado. Não há segredo lá..."" [22] Esta deve ser uma das maiores razões pelas quais os ISPs querem ser capazes de discriminar certos tipos de dados. Desde a "aurora" do compartilhamento peer-to-peer de arquivos, tando a MPAA quanto a RIAA estão pressionando os ISPs para que eles divulguem toda e quaisquer informações relacionadas a compartilhamento de arquivos. Com a implementação da discriminação de dados, um dado de compartilhamento de arquivos pode ser, e será, colocado no fim da hierarquia de transferência. Isto afetará todos os tipos de compartilhamento, até os que não são ilegais, tornando-os inúteis já que a velocidade de transferência será extremamente baixa.

## Efeitos

### Vantagens
Enquanto o princípio básico de discriminação de dados é censura, aqueles em favor desta prática afirmam que há benefícios. Os ISPs são negócios e, como tais, "...afirmam corretamente que limitações externas, não-relacionadas ao mercado, em sua capacidade de discriminação de preços podem impactar negativamente em seus incentivos para investir em infra-estrutura de banda larga e sua capacidade para recuperar estes investimentos."  Há momentos em que pode fazer sentido, do ponto de vista dos ISPs, dar preferência a um tipo de conteúdo em vez de outro. Por exemplo, carregar um website apenas com textos e imagens não requer tanto quanto carregar sites como o Hulu ou o Youtube. Tom Frieden afirma que "Alguns provedores de acesso à internet procuram diversificar a Internet priorizando bitstreams e oferecendo diferentes garantias de qualidade de serviço. Para alguns observadores, estra estratégia constitui uma discriminação prejudicial que viola uma tradição da neutralidade da rede na comutação, roteamento e transmissão do tráfego da Internet." While the QoS argument is that network neutrality rules make allowances for network owners to practice some types of discrimination to protect the functioning of the network.

### Desvantagens
Aqueles que se opõem à discriminação de dados dizem que ela afeta o crescimento da Internet, assim como a economia enraizada no modelo da Internet. "Ao invés de promover a concorrência, tal escolha de vencedores e perdedores vai sufocar o investimento necessário para perpetuar o crescimento fenomenal da Internet, prejudicando a economia." Se, por exemplo, operadores de redes de telecomunicações bloquearem pacotes de dados de serviços VoIP que possam substituir seus próprios serviços de telefonia, isto não seria apenas discriminar empresas específicas, mas também reduzir a concorrência e o bem-estar econômico. Tecnicamente, isto não seria um problema. Embora os pacotes de dados sejam homogêneos com respeito ao tratamento de comutação e transmissão, tipo, origem e destino podem ser revelados, com os pacotes sendo tratados diferentemente se um operador de rede preferir fazê-lo.  Outro problema é que o tipo de dados ao qual é dado tratamento preferencial está a critério do ISP. Isto os permite mover os dados como bem entenderem, seja por motivos políticos, morais, ou quaisquer julgamentos. Isto vai de encontro à Primeira Emenda à Constituição dos Estados Unidos, a liberdade de expressão, porque, ao impedir certos tipos de informação de alcançar o usuário final, eles estão censurando conteúdo.
A real ameaça a uma Internet aberta está nas Redes Locais (LANs), onde os proprietários da rede podem bloquear informações vindas de redes externas. Além disso, é nas LANs onde os maiores danos podem ocorrer. Por conta disso, as regras da neutralidade da rede permitem algumas discriminações nas redes locais para que elas protejam a si mesmas. Por exemplo, proprietários de redes querem protegê-las de serem danificadas, portanto, algumas discriminações são permitidas para "prevenir danos físicos à rede local de banda larga causadas por qualquer ligação à rede ou uso da rede." Isto significa que operadores de redes locais não podem controlar quais tipos de aplicações seus usuários escolhem para utilizar, quais tipos de dispositivos eles usam para acessar à rede, ou qual tipo de conteúdo eles optam por consumir ou transmitir. As únicas restrições permitidas estão em aplicações que causam danos à rede local.
Os defensores da neutralidade da rede admitem que a segurança da rede é crucial o bastante para justificar uma exceção à regra da neutralidade. Permitir provedores de rede se desviarem da neutralidade apenas na medida necessária para proteger a confiabilidade da rede está enraizada em decisões judiciais, decisões regulamentárias e regras administrativas que ajudaram a estabelecer o princípio da não-discriminação como o núcleo da neutralidade da rede.
O Senador americano Al Franken se pronunciou sobre as deciões da FCC "chamando a neutralidade da rede a 'questão da liberdade de expressão do nosso tempo'", expressando o seu descontentamento com as regras recentes da neutralidade da rede. "Estas regras não são fortes o suficiente", disse ele, ressaltando que a priorização paga não foi proibida e que nas redes sem-fio as discriminações são permitidas à vontade. As regras marcam a "primeira vez que a FCC permitiu a discriminação [de dados] na Internet" e elas "irão criar, essencialmente, duas Internets".

## Instâncias de discriminação de dados
Mundialmente, o protocolo BitTorrent tem sua largura de banda reduzida consideravelmente e até, em alguns casos, é bloqueado inteiramente.  Também em escala mundial, sob ataques intensos de spam de e-mail, alguns servidores de e-mail não aceitam mais conexões, exceto de hosts listados como legítimos. Enquanto poucos se importam sobre os direitos dos spammers, isto significa que hosts legítimos, mas que não estão na lista, às vezes são bloqueados.
Save The Internet, uma organização liderada pela Free Press está documentando situações em que ISPs se envolveram em discriminação de dados.
- Em 2004, uma pequena empresa de telecomunicações da Carolina do Norte, Madison River Communications, bloqueou os usuários do seu serviço DSL de utilizarem os serviços VoIP da Vonage. O serviço foi restaurado depois que a FCC interveio e entrou em um acordo judicial no qual a Madison River teve de pagar uma multa de $15,000.[27] Neste caso, a FCC investigou alegações de que a Madison River violou obrigações não-discriminatórias contidas na Lei das Comunicações (Communications Act), mas a redefinição de banda larga como um serviço de informação reduz drasticamente a autoridade dos reguladores para dissuadir este tipo de má conduta competitiva.[28]
- Em 2005, a gigante Canadanse de telefonia Telus bloqueou o acesso ao website voices-for-change.ca, que apoiava o sindicato dos trabalhadores da empresa, durante uma disputa trabalhista, assim como 600 outros sites, por cerca de 16 horas depois que imagens de empregados cruzando a linha de piquete foram postadas neste site.[29]
- Em abril de 2006, a Time Warner's AOL (America On Line) bloqueou todos os e-mails que mencionavam www.dearaol.com, uma campanha que se opunha ao esquema da empresa de "pague para enviar" e-mails. Um porta-voz da empresa chamou esta questão de uma "falha não-intencional". [30]
- Em fevereiro de 2006, alguns clientes da Cox Cable não eram capazes de acessar a Craigslist devido a um bug no firewal Authentium, distribuído pela Cox Cable para aumentar a segurança dos seus clientes, e devido à maneira como os servidores da Craigslist estavam configurados. A Save the Internet disse que este foi um ato intencional, parte de uma ação da Cox Cable para proteger os serviços de anúncios oferecidos pelos seus parceiros. Este problema foi resolvido por uma correção no software e por uma mudança na configuração da rede utilizada pela Craigslist. Craig Newmark, fundador da Craigslist, disse acreditar que o bloqueio não foi intencional. [31]
- Em agosto de 2007, a Comcast foi flagrada interrompento ou pelo menos atrasando consideravelmente uploads no BitTorrent.[32] Estas alegações foram verificadas em outubro pela EFF[33] e Associated Press.[34]
- Em setembro de 2007, a Verizon Wireless impediu uma organização pró-escolha de enviar mensagens de texto para seus membros, que coordenavam uma manifestação pública, apesar do fato de que os destinatários tinham se inscrito, explicitamente, para receber tais mensagens.[35]
- Em 4 de fevereiro de 2010, a Verizon Wireless bloqueou o acesso dos seus clientes ao website 4chan. Alguns dias depois, em 7 de fevereiro, a empresa confirmou que o 4chan foi "explicitamente bloqueado", sem oferecer explicações. O acesso foi liberado alguns dias depois.[36]
- Em março de 2009, a Freedom House publicou um relatório sobre censura na Internet e em mídias digitais em escala global. O Egito pontuou com 45 (de um total de 100), um pouco pior do que a Turquia, mas melhor que a Rússia. Cuba marcou 90, caracterizzando-a ccomo a internet mais censurada até mesmo que o Irã, a China e a Tunísia. O serviço de telefonia celular é caro demais para a maioria dos cubanos.[37]
- A Comcast Corp. interfere ativamente nas tentativas de alguns dos seus assinantes de Internet de alta velocidade em compartilhar arquivos online, uma ação que vai de encontro à neutralidade da rede. A interferência, que foi confirmada pela The Associated Press através de testes realizados nos Estados Unidos, é o exemplo mais drástico até agora de discriminação de dados por um ISP dos Estados Unidos. Esta prática parece ser uma maneira agressiva da Comcast de gerenciar a sua rede, impedindo o tráfego do compartilhamento de arquivos de consumir muita largura de banda e afetar outros assinantes.[3]